# Mónosbél, Heves
Mónosbél  este un sat în districtul Bélapátfalva, județul Heves, Ungaria, având o populație de 374 de locuitori (2011). 

## Demografie
Componența etnică a satului Mónosbél
     Maghiari (100%)
Componența confesională a satului Mónosbél
     Fără religie (6,68%)
     Reformați (5,35%)
     Atei (1,07%)
     Necunoscută (86,9%)
Conform recensământului din 2011, satul Mónosbél avea 374 de locuitori. Din punct de vedere etnic, majoritatea locuitorilor (100,0%) erau maghiari. Nu există o religie majoritară, locuitorii fiind persoane fără religie (6,68%), reformați (5,35%) și atei (1,07%). Pentru 86,9% din locuitori nu este cunoscută apartenența confesională.